# Code Européen des Voies de la Navigation Intérieure
De Code Européen des Voies de la Navigation Intérieure (CEVNI, Frans voor Europese Code voor de Binnenvaart) is het Europese reglement omtrent landinwaartse wateren. De kapitein van een schip is verplicht een CEVNI vermelding te hebben op zijn vaarbewijs om op binnenlandse rivieren en kanalen te mogen varen.